# 費爾菲爾德 (紐約州)
費爾菲爾德（英語：Fairfield）是一個位於美國紐約州赫基默縣的鎮。

## 人口
根據2020年美國人口普查的數據，費爾菲爾德的面積為107.37平方千米，當中陸地面積為106.96平方千米，而水域面積為0.41平方千米。當地共有人口1475人，而人口密度為每平方千米14人。